# Bhesa sinica
Bhesa sinica là một loài thực vật thuộc họ Centroplacaceae (trước đây xếp trong họ Celastraceae). Đây là loài đặc hữu của Trung Quốc.